# Pere II de Borbó
Pere II (nascut l'1 de desembre de 1438, mort al seu castell de Moulins el 10 d'octubre de 1503, va ser enterrat a la capella del priorat de Souvigny). En principi senyor de Beaujeu, va rebre del rei una part dels béns dels Armanyac el 1472 (comtat de la Marche, vescomtats de Carlat i de Murat); va adquirir també el comtat de Gien cedit per matrimoni amb Anna de França, i després va esdevenir, a conseqüència de la mort dels seus dos germans grans, el cap de la casa de Borbó heretant el ducat de Borbó i el d'Alvèrnia, el comtat de Clermont-en-Beauvaisis i el de Forez i altres possessions de la casa de Borbó (especialment el principat sobirà de Dombes). Va ser igualment gran cambrer de França, governador del Llenguadoc i un dels principals consellers dels reis de França.

## El fill petit al servei del rei
Era el tercer fill de Carles I de Borbó, duc de Bourbon, i d'Agnès de Borgonya. Els seus estrets vincles de parentiu amb els ducs de Borgonya el van empènyer al principi a oposar-se junt amb ells, a la monarquia. Va participar així en la Lliga del Bé Públic, però Lluís XI de França va aconseguir desenganxar-lo del partit dels prínceps i el va casar amb la seva filla Anna de França.
El 1472 va combatre a Guiena al comte d'Armagnac Joan V d'Armanyac en nom del rei. Lluís XI de França li va confiar llavors la lluita contra Jaume d'Armanyac-Nemours, duc de Nemours i comte de la Marche, i li va donar el comtat de la Marche en recompensa. Pere de Beaujeu era llavors un dels principals consellers del sobirà. També va ser fet tinent general del regne el 1482, quan Lluís XI, molt malalt, va tornar del pelegrinatge a Saint-Claude.

## El duc de Borbó
El 1488, el seu germà gran Joan II de Borbó va morir. Fou el seu germà Carles II de Borbó, cardenal arquebisbe de Lió el que el va succeir però va morir abans d'acabar l'any. Pere va esdevenir llavors duc de Borbó, d'Alvèrnia, etc. Va reafirmar fortament la seva autoritat sobre els seus Estats que cobrien la major part del massís central. Va procedir a diverses reformes administratives. Malgrat les seves funcions al tribunal reial, sobretot en el moment de les regències que va ocupar amb la seva dona, es nega a absentar-se molt de temps de les seves terres i administra sobretot el regne de França des de la seva capital, Moulins-sur-Allier.
Durant tota la seva vida, va ser, amb la seva dona un mecenes actiu. Va protegir així al mestre de Moulins, Joan Hey. Va fer reconstruir una part dels castells de l'estat dels borbons, com el d'Aigueperse o el de Moulins.

## El conseller del rei
La seva esposa Anna va ser regent del regne durant la minoria del seu germà el rei Carles VIII de França. A la majoria del rei, es va retirar a les seves terres doncs preferien dirigir la seva pròpia cort què tenir un paper subaltern a la de França. Va desaconsellar a Carles VIII d'embolicar-se en una expedició per reclamar el Regne de Nàpols.
El 1474, a Montrichard, es va casar amb Anna de França (1461 † 1522), filla de Lluís XI de França, rei de França i de Carlota de Savoia, i va tenir:
- Carles, comte de Clermont (1476 † 1498)
- Susana (1491 † 1521), casada amb Carles III de Borbó (1490-1527)

- Vers el 1455, hauria tingut una filla natural, Enriqueta de Borbó, nascuda d'una gran dama de la noblesa, segons Tristan l'Hermite de Soliers a la Història genealògica de la noblesa de Touraine (1665), citant a Samuel Guichenon i Pierre Saint-Julien. Philibert Barjot va servir al duc de Bourbon i va ser el seu escuder, i aquest príncep li hauria donat la seva filla en matrimoni.

Després d'haver trobat el rei Lluís XII de França a Mâcon al començament del mes d'agost de 1503 amb la seva esposa Anna de França, Pere II de Borbó va agafar una febre. Dos mesos més tard, Anna va ajudar al seu espòs a redactar el seu testament, el 6 d'octubre. Al palau ducal de Moulins, el duc va rebre l'extremunció amb l'eucaristia i va morir el 10 d'octubre. El seu cor va ser enviat a la Col·legial de Notre-Dame de Moulins, mentre que el cos va ser inhumat a la capella nova del priorat clunisenc de Souvigny on la seva filla i després la seva esposa se li van unir El funeral va ser sumptuós, en part calcat del cerimonial reial, i testifiquen la potència dels ducs de Bourbon.
Com que el seu fill Carles havia mort solter i sense fills el 1498, el va succeir la seva filla Susana i el seu gendre Carles de Borbó-Montpensier.

## Emblemàtica

Escut d'armes de Pere de Beaujeu.

Com a fill petit de la casa de Borbó, Pere de Beaujeu va començar per portar les armes de la casa de Borbó, però la barra de gules estava carregada d'un compon amb les armes dels antics senyors de Beaujeu, o sigui un lleó de sable sobre camp d'or i un lambel de gules brocant. Fet duc, va suprimir aquest trencament.
Va utilitzar d'altra banda diverses divises. Va reprendre així àmpliament l'emblemàtica tradicional de la casa de Borbó: la cintura carregada de la paraula Esperança i l'espasa ardent. A imitació de Carles VIII, va utilitzar igualment el cérvol alat. Va reemplaçar tanmateix la corona d'or del cérvol reial per la cintura d'Esperança dels ducs de Borbó.